# Revolutionaire Organisatie 17 November
Revolutionaire Organisatie 17 November (Grieks: Επαναστατική Οργάνωση 17 Νοέμβρη, Epanastatiki Organosi dekaefta Noemvri) (ook bekend als 17N of N17) is een marxistische terroristische organisatie opgericht in 1973 waarvan wordt gedacht dat ze zich in 2002 ontbond na de arrestatie en rechtszaak van een aantal leden. Op het hoogtepunt had de stadsguerrillagroep in 103 aanvallen op Amerikaanse en Griekse diplomaten in totaal 23 mensen vermoord. De Griekse autoriteiten denken dat er nog steeds een aantal splintergroepjes van de 17N actief is, zoals Revolutionaire Strijd, de groep die de verantwoordelijkheid opeiste voor het afvuren van een raketwerper op de Amerikaanse ambassade in Athene in januari 2007.

## Oprichting
De naam van de groep, 17N, verwijst naar de laatste dag van de Atheense opstand van 1973, toen er een protest tegen de militaire junta plaatsvond. De opstand eindigde na een reeks gebeurtenissen die begon toen een tank de belangrijkste poort van de Polytechneion (technische universiteit) vernielde, waarna een groot aantal beveiligingstroepen en soldaten de campus bestormde. Volgens de 17N zelf zijn ze marxistisch. Behalve voor liquidaties is de organisatie ook nog veroordeeld voor een aantal bankovervallen. Leden van de 17N beweren dat ze geld stalen om hun activiteiten te kunnen financieren.